# Hot Blood Dance Crew
Hot Blood Dance Crew (simplificado: Chinese: 热血街舞团, pinyin: rèxúe jīewú túan), es un reality show  chino transmitido del 17 de marzo del 2018 hasta el 2 de junio del 2018 a través de IQiyi.

## Contenido
El programa reúne a 191 bailarines de todos los ámbitos y reconocidos, tanto dentro como fuera de China, incluidos aprendices individuales que no están asociados a ninguna agencia, que se enfrentan en diferentes estilos de street dance y luchan por ser los mejores bailarines de China. 
Los bailarines tendrán como mentores a William Chan, Victoria Song, Luhan y Jackson Wang, quienes serán responsables de un equipo de baile distinto, también contarán con la ayuda de coreógrafos famosos, quienes intentan combinar elementos chinos característicos con las tendencias nuevas e internacionales. Los equipos competirán los unos contra otros y al final sólo quedará el mejor equipo.

## Miembros

### Mentores
| Artista       | Edad | Ocupación                  | Puesto               | Equipo | N.º de episodios | Duración |
| ------------- | ---- | -------------------------- | -------------------- | ------ | ---------------- | -------- |
| William Chan  | 32   | Cantante                   | Instructor de Baile  | 1      | -                | 2018     |
| Victoria Song | 31   | Cantante / Miembro de f(x) | Instructora de Baile | 1      | -                | 2018     |
| Luhan         | 28   | Cantante                   | Instructor de Baile  | 2      | -                | 2018     |
| Jackson Wang  | 24   | Rapero / Miembro de Got7   | Instructor de Baile  | 2      | -                | 2018     |

### Coreógrafos
| Nombre        | Ocupación  | N.º de episodios | Duración |
| ------------- | ---------- | ---------------- | -------- |
| Dee           | Coreógrafo | -                | 2018     |
| Rie Hata      | Coreógrafa | -                | 2018     |
| Miguel Zarate | Coreógrafo | -                | 2018     |
| Galen Hooks   | Coreógrafa | -                | 2018     |

### Participantes notables
| Nombre (nombre en chino) | Ocupación                          | N.º de episodios | Duración |
| ------------------------ | ---------------------------------- | ---------------- | -------- |
| Meng Jia (孟佳)          | Cantante                           | -                | 2018     |
| Su Lianya (苏恋雅)       | -                                  | -                | 2018     |
| AK (阿K)                 | Miembro de "X-Crew Members"        | -                | 2018     |
| SUTA (秦煜)              | Miembro de "X-Crew Members"        | -                | 2018     |
| Xiao Jie (肖杰)          | Miembro de "Locking Jay"           | -                | 2018     |
| Young-G (养鸡)           | -                                  | -                | 2018     |
| Cao Yu (草鱼)            | Miembro de "Caster Yu"             | -                | 2018     |
| Jun Liu（劉隽)           | Miembro de "1Million Dance Studio" | -                | 2018     |

## Episodios
El programa contó con una temporada, la cual estuvo conformada por 12 episodios, emitidos todos los sábados.

## Producción
El programa también es conocido como "Chinese: 热血街舞团" y fue filmado en Beijing, China.

### Popularidad
A su estreno se convirtió en uno de los programas chinos más seguidos y discutidos del año, con más de 1,800 millones de visitas.
También atrajo a 11 patrocinadores de grandes marcas que incluyeron Vivo, Pepsi, Head and Shoulders, Snow Beer, Stride Sugar Free Gum, Dongfeng Nissan, JD.com, Weibo Stories, QQ Dazzle Dance, Baidu's Umoney y QQ Music. Así como un ingreso publicitario neto de 650 millones de RMB.
Durante la mayor parte de la semana, el programa junto a los programas de baile Street Dance of China y Idol Producer, competían entre el primer, segundo y tercer lugar en las calificaciones diarias de Vlinkage para los programas de variedades en línea.

### Distribución internacional
El 19 de diciembre del 2018 se anunció que IQiyi había vendido el formato del programa a "U2K" en los Estados Unidos.
- Malasia: Malaysia Astro TV,[12]
- China: IQiyi.
- América del Norte: Rakuten Viki.[13][14]
- Singapur: Starhub TV.
- Hong Kong: myTV SUPER.